# 이리동중학교
이리동중학교(裡里東中學校)는 대한민국 전북특별자치도 익산시 동산동에 있는 공립 중학교이다.

## 학교 연혁
- 1951년 9월 1일 : 이리공립공업중학교에서 이리동중학교 분리 개교
- 1955년 3월 2일 : 남중동 신축 교사 이전
- 1990년 11월 8일 : 동산동 신축 교사 이전
- 2023년 3월 1일 : 제 25대 교장 김윤자 취임
- 2024년 2월 7일 : 제73회 졸업식 125명 (총 27,499명)
- 2024년 3월 1일 : 17학급 편성(특수학급 2학급 포함)

## 참고 자료
- 이리동중학교 - 한국교육학술정보원 학교알리미